# Aeroportul Norway House
Aeroportul Norway House (IATA: YNE, ICAO: CYNE) este un aeroport din Manitoba, Canada.
Situat la o altitudine de 224 m, aeroportul dispune de o singură pistă.